# Elaltitan
Elaltitan là một chi khủng long, được Mannion & Otero mô tả khoa học năm 2012.